# Samanidi
La dinastia samanide regnò dall'819 al 1005 su Khorasan e Transoxiana ed ebbe Bukhara per capitale.

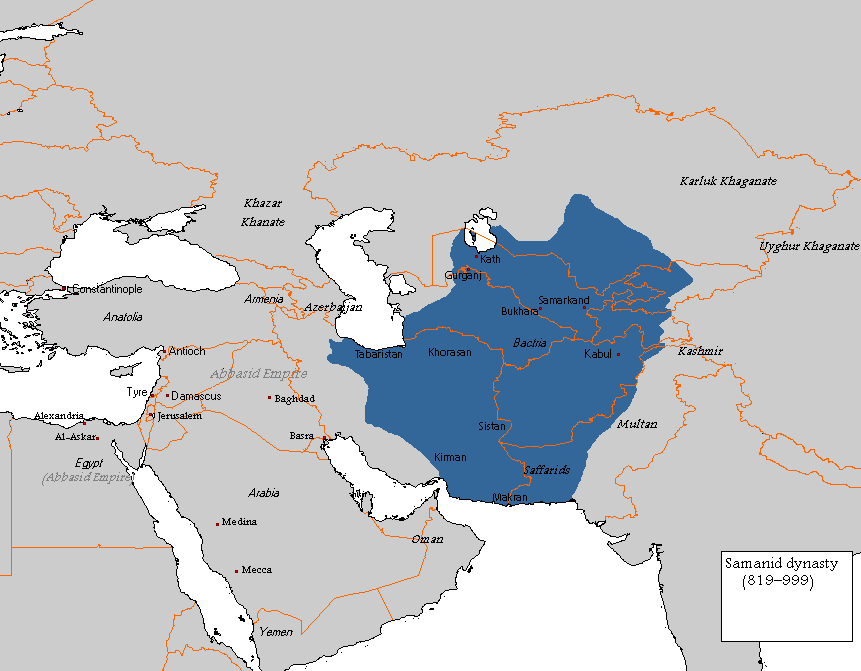
I domini samanidi (819–999)

Deve il suo nome a Saman Khoda, il capostipite, rappresentante della vecchia aristocrazia persiana, e fu quindi una delle prime dinastie indigene della Persia islamica. Fu vassalla degli Abbasidi da quando i quattro nipoti di Saman furono ricompensati con territori dal califfo per il loro fedele servizio, fino al regno di Ismāʿīl I che si rese di fatto indipendente. Ismāʿīl conquistò i domini dei Saffaridi (900) e degli Zayditi del Tabaristan, ed estese il suo impero su ampie zone dell'Asia centrale, sull'Afghanistan e sull'Iran orientale. I suoi successori non riuscirono a continuare la sua politica e caddero sotto l'influenza dei turchi della guardia reale (Ghaznavidi), che divennero dominanti a corte e che misero fine, insieme ai Karakhanidi, al regno samanide nel 999. L'ultimo rappresentante della dinastia, Isma'il II, cercò di salvare alcuni suoi territori ma fu assassinato nel 1005.
I Samanidi dettero nuovo impulso alla cultura persiana, che conobbe una sorta di Rinascimento: Bukhara e Samarcanda divennero importanti centri culturali dove furono costruiti alcuni dei più significativi e importanti edifici dell'architettura islamica. Anche la letteratura e la poesia furono rivitalizzate, e gli autori tornarono a scrivere le loro opere in lingua persiana oltre che in arabo, che rimaneva comunque la lingua dominante.
Questa dinastia fu responsabile dell'espansione e del rafforzamento dell'Islam sunnita nelle profondità dell'Asia centrale, fino ad allora divisa tra le fedi zoroastriana, buddhista mahayana e tengrista (animista).

## Lista dei Samanidi
- Saman Khoda (819-864)
- Nasr I (864-892)
- Ismāʿīl I (892-907)
- Ahmad II (907-914)
- Nasr II (914-943)
- Nuh I (943-954)
- Abd al-Malik I (954-961)
- Mansur I (961-976)
- Nūḥ II (976-997)
- Mansur II (997-999)
- Abd al-Malik II (999)
- Isma'il Muntasir (1005)